# Charle-Albert
Pour les articles homonymes, voir Albert et Charle.
Charle-Albert (à l'état civil: Albert Charle), né à Bruxelles le 16 juillet 1821 et y décédé le 27 novembre 1889 , est un architecte-décorateur belge.

## Biographie

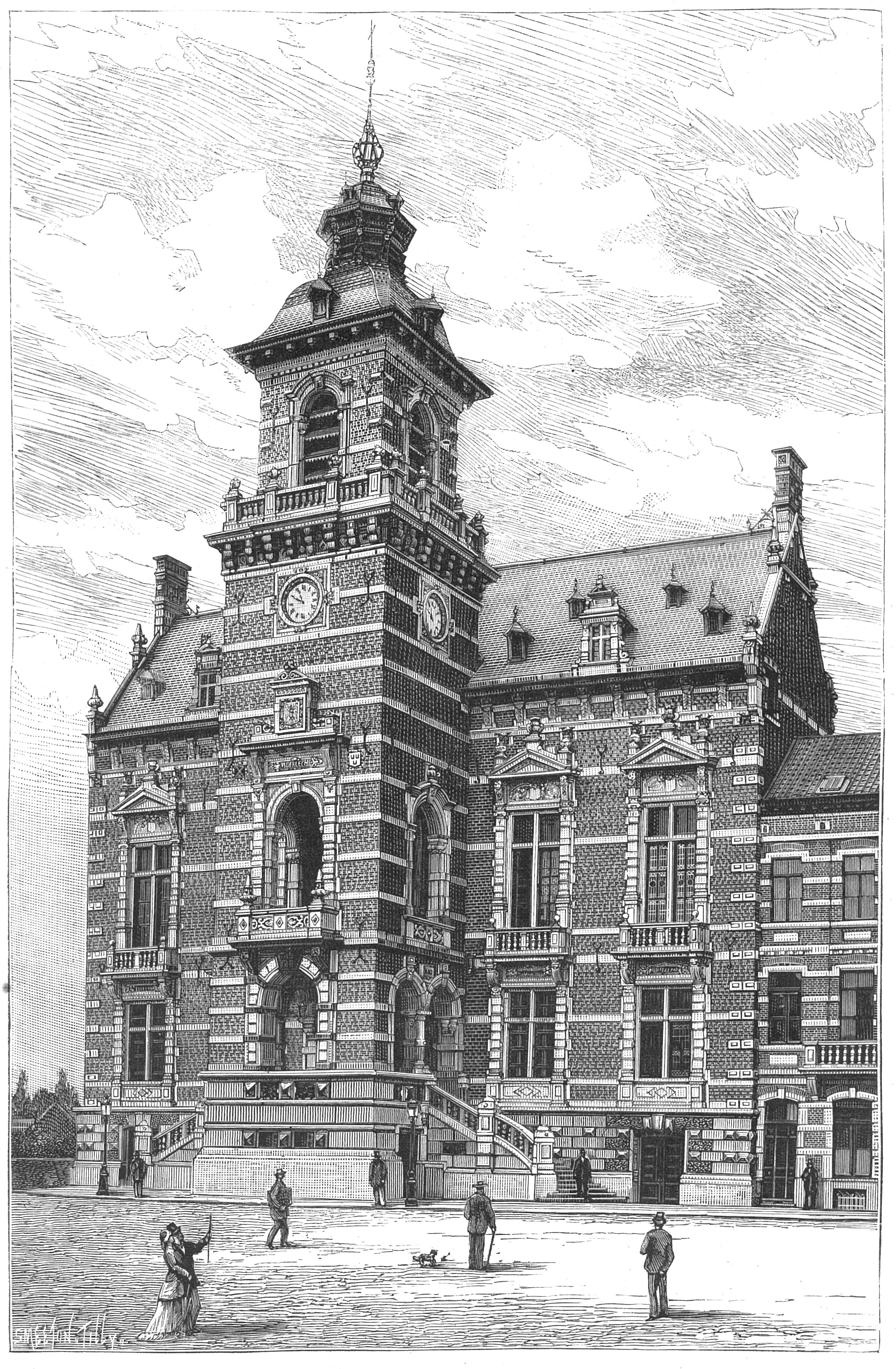
Mairie d'Anderlecht,
partiellement décoré par
Albert Charle.

Charle-Albert est issu de parents très modestes: son père était un humble ouvrier.
Il a développé ses compétences dès l'enfance et s'est fait l'art de la décoration à travers une gamme d'activités. Par exemple, en tant que garçon de onze ans, il a suivi une formation "élève-peintre" chez un peintre en bâtiment: un certain Peltzer. Ensuite, il a passé une période à Cologne, où il était impliqué dans la peinture de portraits. Il était également un épisode actif en tant qu'employé à l'Institut Cartographique Vermaelen à Bruxelles.
De 1854 à 1863, il travailla -encore à Bruxelles- à la fonderie des bronzes Société Corman et Cie, qui devint au fil du temps la Compagnie des Bronzes (Molenbeek-Saint-Jean).
Seulement à partir de 1863, alors qu'il avait 42 ans, Albert est devenu un décorateur indépendant. Il a ensuite évolué vers un professeur d'«arts décoratifs et architecture».
L'architecte Jean Baes (Bruxelles, 1848 - Ixelles, 1914) fut son apprenti de 1867 à 1871. Baes a ensuite fait un stage avec lui et est devenu son assistant, par exemple pour la décoration du château royal de Laeken.
En 1868, la famille d'Albert s'agrandit avec un fils: Gabriel (Bruxelles, 28 mai 1868 - Sart Tilman, 2 septembre 1919).
Albert vécut alors à Bruxelles, rue du Marteau, et acheta cette année-là une parcelle de terre située à Boitsfort (7 Avenue Charle-Albert), où il voulait construire une résidence pour sa famille. Après l'achat du site, les travaux ont commencé, probablement en 1869. Vu le style inhabituel du XVIIe siècle, la taille de la maison et sa conception particulière, on peut parler d'un petit château. D'où le nom: château Charle-Albert. Se référant à la méthode de construction historiciste inspirée du style de la Néo-Renaissance flamande, le bâtiment était aussi appelé "Vlaamsche huys" (c'est-à-dire: Maison Flamande).
Albert a reçu diverses personnalités du milieu artistique au cours des années. Il a recueilli des éloges et des critiques pour sa maison. En témoigne le texte en vieux néerlandais qu'il avait appliqué dans la façade:
« Ik heb geboudt dat Vlaamsche huys, voor d’eenen slecht, d’anderen pluys, wat deeren woorden zuer of zoet, dat eenen anderen beeter doet...».
Traduction: « J'ai bâti cette Maison Flamande, mauvaise pour autrui, excellente pour d'autres, qu'est-ce que les mots font, aigres ou doux, qu'un autre fait un peu mieux ...».
En 1877, Albert fonda une école de dessin à Watermael-Boitsfort, où son fils Gabriël (lui-même architecte) occupa plus tard le poste d'instructeur.
Pendant dix-huit ans, les meilleurs artisans ont travaillé à l'embellissement de la Maison Flamande. Après son achèvement en 1887, Albert (à ce moment-là âgé) quitta son domicile artistique et se retira dans sa maison de Bruxelles, rue du Marteau.
Entre-temps (1886), Arconati Marquise Visconti lui avait demandé de restaurer le château de Gaasbeek.

Charle-Albert avait pris en charge cette restauration, mais mourut inopinément à Bruxelles le 27 novembre 1889 alors que les travaux étaient en cours. Son successeur, Edmond Bonnaffé, continua le travail jusqu'en 1898, conformément aux vues de son prédécesseur.

Les funérailles de Charle-Albert ont eu lieu au cimetière d'Evere.

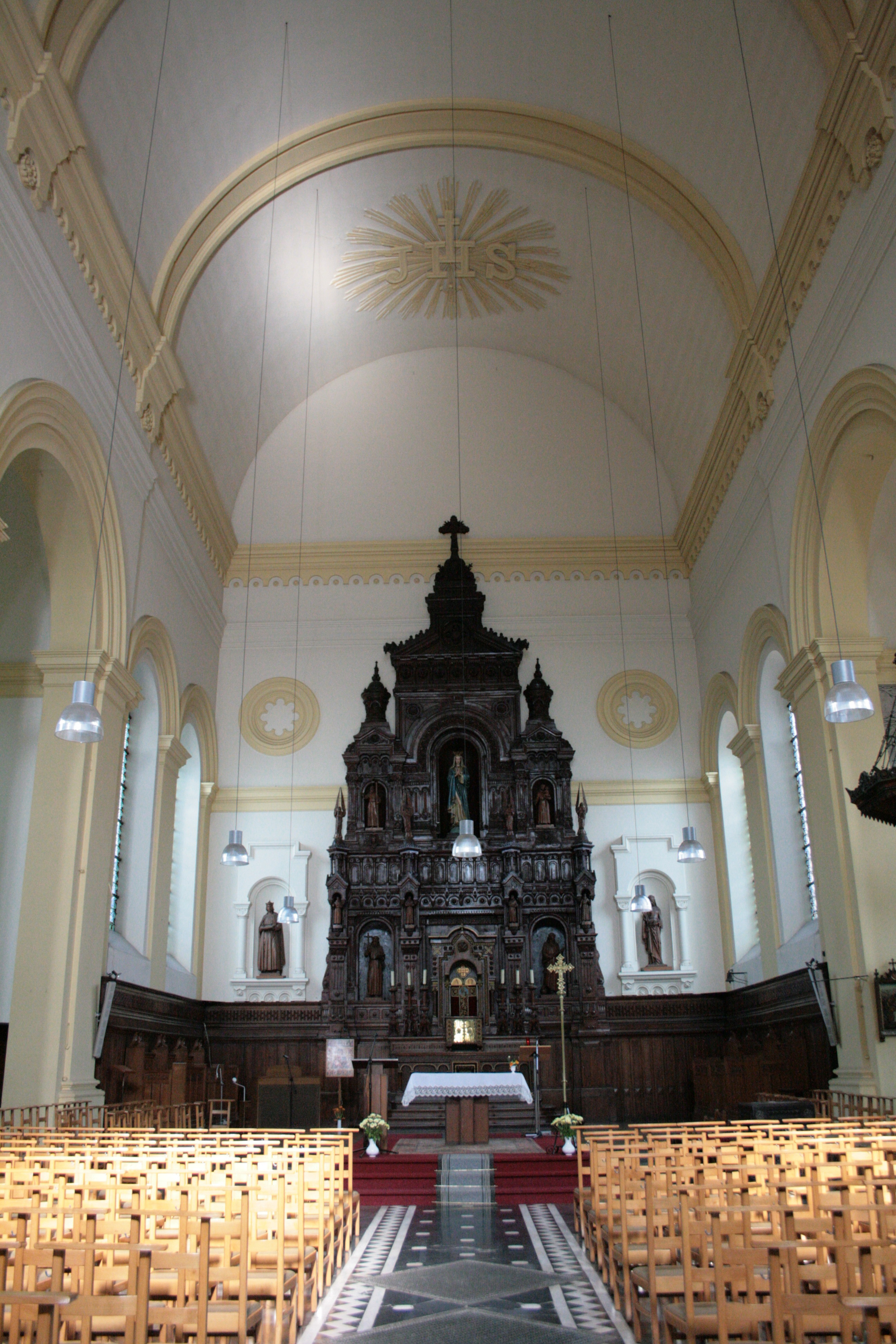
Le maître-autel de l'église Notre-Dame-Immaculée

La marquise Visconti acheta une partie de l'héritage de Charle-Albert et en décora son propre château.

## Œuvres(sélection)
- ??? : Peintures murales et de vitraux de style néo-gothique, dans le chœur de l'église de la Chapelle,aux Marolles (Bruxelles)
- ??? : Conception du Maitre-autel de l'église Notre-Dame-Immaculée (des Capucins), à Bruxelles
- 1869-1887: Conception, construction et décoration de la 'Maison Flamande' (Château Charle-Albert), à Boitsfort
- après 1871: Décoration du château royal de Laeken
- 1875-1879: Décoration de la mairie d'Anderlecht (1 Place du Conseil)
- 1887-1889: Restauration du château de Gaasbeek.

## Reconnaissance publique
Son nom a été donné à une artère de Watermael-Boitsfort: l'avenue Charle-Albert.

## Sources
- (nl) Gemeente Watermaal-Bosvoorde: Opmerkelijke gebouwen of plaatsen - Het Charle-Albertkasteel.
- (nl) ODIS - Online Database voor Intermediaire structuren: Albert Charle.
- (nl) ODIS - Online Database voor Intermediaire structuren: Gabriël Charle.
- (nl) Brussels Hoofdstedelijk Gewest: Inventaris van het natuurlijk erfgoed.
- (nl) Inventaris van het Onroerend Erfgoed: Charle-Albert.
- (nl) Inventaris van het Onroerend Erfgoed: Kasteel van Gaasbeek.
- (nl) Kerk en Toerisme Brussel: De Kapellekerk fungeert al 800 jaar als parochiekerk.
- (nl) Gemeentebestuur Anderlecht: Gemeentehuis.
- (nl) aNNo Architecten: 1236 Kasteel van Gaasbeek.
- ARCHICAZ - Chateau Charle-Albert.
- (nl) Françoise Dierkens-Aubry, Jos Vandenbreeden: Art nouveau in België - Architectuur & interieurs.
- (nl) Stad Brussel, Cel Historisch Erfgoed, Anspachlaan 6, 1000 Brussel: Brusselse Wandelingen (6). Het kerkhof van Laken.
- (nl) Negentiende-eeuwse restauratiepraktijk: Handelingen van het Nederlands-Vlaams symposium Leuven 13-14 september 1996.